# Euroliga 2006./07.
Ovo je 50. izdanje elitnog europskog klupskog košarkaškog natjecanja. Sudjelovale su 24 momčadi raspoređene u tri skupine po osam. Najboljih pet iz dvije i šest iz jedne išlo je u Top 16 u kojem su bile formirane četiri skupine, a iz svake su dvije išle u četvrtzavršnicu. Završni turnir održan je u Ateni od 4. do 6. svibnja 2007. Hrvatski predstavnik Cibona ispao je u skupini.
- najkorisniji igrač:  Theodoras Papaloukas ( CSKA Moskva)

## Završni turnir

### Poluzavršnica
- Panathinaikos -  TAU Cerámica 67:53
- Unicaja Málaga -  CSKA Moskva 50:62

### Završnica
- Panathinaikos -  CSKA Moskva 93:91

- europski prvak:  Panathinaikos (četvrti naslov)
  - sastav: Fragiskos Alvertis, Tony Delk, Dimitris Papanikolaou, Sani Bečirovič, Michael Batiste, Ramūnas Šiškauskas, Nikos Chatzivrettas, Dimos Dikoudis, Kostas Tsartsaris, Dimitris Diamantidis, Vasilis Xanthopoulos, Dejan Tomašević, Dušan Šakota, Miloš Vujanić, Robertas Javtokas, trener Želimir Obradović